# Instituto Max Planck de Matemática nas Ciências

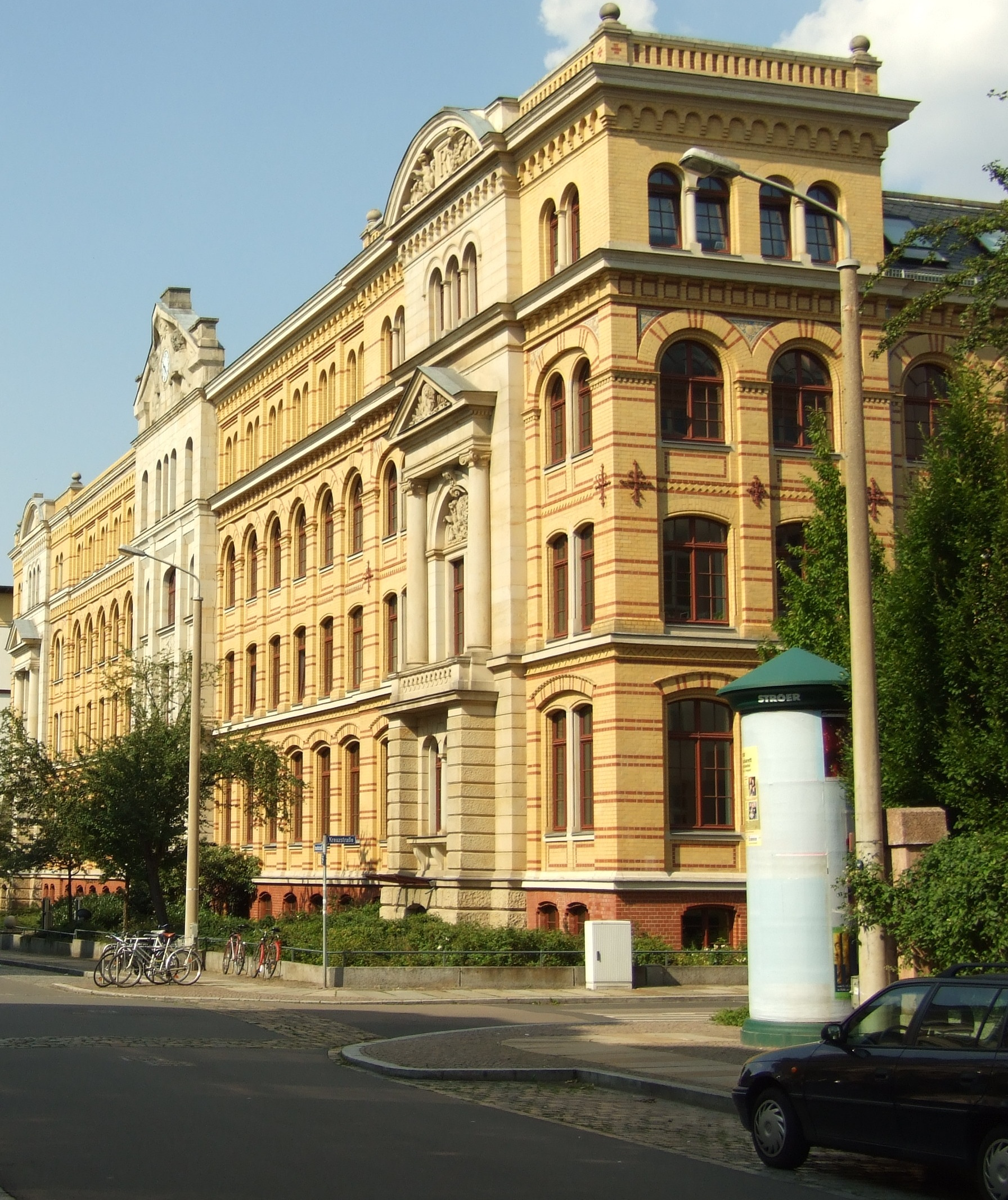
O prédio do instituto em Leipzig

O Instituto Max Planck de Matemática nas Ciências (MPI-MIS) em Leipzig foi fundado em 1 de março de 1996.
No instituto, cientistas (a maioria matemáticos) trabalham em projetos que aplicam a matemática em várias áreas das ciências naturais, em particular física, biologia, química e ciência dos materiais.
As principais áreas de pesquisa são:
- Computação científica (grupo de Wolfgang Hackbusch),
- Formação de padrões e leis de potência (grupo de Felix Otto)
- Geometrias de Riemann, de Kähler e geometria algébrica (grupo de Jürgen Jost),
- Redes neurais biológicas (grupo de Jürgen Jost),
- Álgebra nonlinear (grupo de Bernd Sturmfels).

O instituto tem em extensivo programa de visitantes, que tornou Leipzig um local principal de pesquisa em matemática aplicada. 